# Werner Kempf
Werner Kempf (Königsberg, 9 marzo 1886 – Bad Harzburg, 6 gennaio 1964) è stato un generale tedesco.

## Biografia
Werner Kempf entrò nell'esercito imperiale tedesco il 14 marzo 1905 e prestò servizio nel 149º reggimento di fanteria, raggiungendo nel primo conflitto mondiale il grado di Capitano. Egli prestò dunque servizio nel Reichswehr e nella Wehrmacht. Allo scoppio della seconda guerra mondiale egli prese parte all'invasione della Polonia comandando la 6. Panzerdivision. Nel 1939 e nel 1940 egli guidò le proprie truppe nella Battaglia di Francia e venne promosso al rango di Generale Luogotenente e gli venne concessa la croce di Cavaliere della Croce di Ferro per il suo ruolo nella campagna.
Dal 5 maggio 1942 fu comandante generale del XXXXVIII Panzerkorp ed era nuovamente in questa posizione il 10 agosto 1942 quando ottenne le fronde di quercia per la sua decorazione di cavaliere. Nel luglio 1943 egli partecipò alla battaglia di Kursk come comandante d'armata sul fronte orientale. Dal maggio al settembre 1944 egli fu comandante della Wehrmacht nel Baltico. Egli venne quindi posto in riserva sino alla propria cattura da parte degli americani nel maggio del 1945 per poi venire rilasciato nel 1947.